# فری‌پورت
فری پورت (به انگلیسی: Freeport) دومین شهر و بندر بزرگ کشور باهاما با جمعیت ۵۵٬۵۰۰ نفر در جزیره گرند باهاما واقع شده است